# Бенжамен Рондо
Бенжаме́н Рондо́ (фр. Benjamin Rondeau, 1 жовтня 1983) — французький веслувальник, олімпійський медаліст.

## Виступи на Олімпіадах
| Олімпіада  | Дисципліна                       | Місце |
| ---------- | -------------------------------- | ----- |
| Пекін 2008 | четвірка розпашна без стернового | 3     |